# Leonard Gardner
Leonard Gardner (geboren 3. November 1933 in  Stockton, Kalifornien) ist ein US-amerikanischer Schriftsteller.

## Leben
Leonard Gardner studierte an der San Francisco State University. Er hat während seiner Zeit in der United States Army und an der Universität selbst einmal geboxt.
Gardner veröffentlichte 1969 den Roman Fat City, einen Boxerroman.  Er zeigt eine Welt ohne Erlösung, mit Menschen, die bereits wissen, dass sie verloren haben, und den anderen, die es noch nicht wissen. Er schrieb auch  das Drehbuch zum Film Fat City, das 1972 von John Huston mit Stacy Keach und Jeff Bridges verfilmt wurde.
Gardner schrieb ein paar Drehbücher für das Fernsehen und produzierte  mit Dennis Franz einige Folgen der Serie New York Cops – NYPD Blue. Er schrieb unter anderem literarische Beiträge für The Paris Review, Esquire und The Southwest Review. Gardner erhielt eine Guggenheim Fellowship.
Der Roman über seinen Vater lag 1991 noch unfertig auf seinem Schreibtisch, 2017 hieß es, ein neuer Roman könne demnächst erscheinen.
Gardner lebt in Larkspur, California.

## Werke
- Fat City. Farrar, Straus and Giroux, 1969
  - Fat city. Roman. Übersetzung Ursula Locke-Gross und Michael Naumann. Reinbek : Rowohlt, 1991
  - Fat City : Roman. Übersetzung Gregor Hens. Berlin : Blumenbar, 2017